# Марикен из Нејмехена
Марикен из Нејмехена (енгл. Mariken van Nieumeghen, хол. Mariken van Nieumeghen) је низоземска драма о чудима написана на средње-низоземском у раном 16. веку. Хероина Марикен проводи седам година са ђаволом. Након тих седам година чудесно спашена. Најстарија верзија која је пронађена је из 1515. године и одштампао ју је Вилем Ворстерман (хол. Willem Vorsterman). Сматра се да је ову драму написао неки од песника који су били чланови реторичких комора у Антверпену (енгл. Antwerp, хол. Antwerpen). Верзија која данас постоји се тренутно налази у Баварској државној библиотеци у Минхену (нем. Bayerische Staatsbibliothek, нем. München). Морал приче је да колико год човек згреши, може му бити опроштено ако се моли Девици Марији и под условом да се исповеди. 

## Теме и жанр
Ова драма говори о лепој младој девојци која је заведена, као и у причи Беатриче (хол. Beatrijs). Међутим, за разлику од Беатриче, Марикен из Нејмехена има живахан ''бургундијски'' стил и написана је језиком ниже класе, док је Беатриче писана језиком дворске елеганције.
Иако ово дело спада у књижевну врсту драме о чудима, Дирк Коњу (франц. Dirk Coigneau) говори у свом издању из 2002. године да ова прича није првенствено написана да би била драма. Упоређује организацију класичне драме и ове драме и говори да је текст подељен у одељке у којима пре дијалога у стиховима имамо прозне уводе. Он закључује да је ово дело првенствено било прозни роман. 

## Историја
Најранија верзија је одштампана 1515. године у Антверпену и она је уништена. Међутим, прича је била довољно популарна да би се даље преносила усменом традицијом. На енглеском језику је одштампана у Антверпену и то је одрадио штампар Јан ван Дусборх (хол. Jan van Doesborch). Право порекло приче се не зна тачно, али Дирк Коњу је у 2009. години рекао да је највероватније да ова прича потиче из Сирије. Он такође упоређује Марикен са новелом из шестог века која говори о Асирцу - Светом Абрахаму (енгл. Saint Abraham). Коњу сматра да Марикен има много сличности са овом новелом. 

## Симболика
- Свети бројеви, три и седам, су примери симболике бројева у овој причи.
- Мунен (хол. Moenen) је био лик ђавола. Он је имао гнојну очну јабучицу. У средњем веку се веровало да ђаво, кад год се појави на Земљи, има неки физички недостатак, али такође ова симболика може садржати и у остатак веровања у Водана (хол. Wodan), старогерманског бога, који је такође имао само једно око и његови многи квалитети су приписани ђаволу након христијанизације у Низоземској.
- Када се ђаво први пут појавио у драми, он је стајао лево, а Марикен десно. Лева страна симболизује зло, а десна добро.
- Током склапања пакта са ђаволом, Марикен је стајала у средини, што симболизује сумњу, али након склапања пакта она следи ђавола на леву страну.